# 高木茂男
高木 茂男（たかぎ しげお、1931年（昭和6年） - 2001年（平成13年）4月9日）は、日本のパズル研究家である。
『Play puzzle』『パズル遊びへの招待』など、多くのパズル研究の著書がある。芦ヶ原伸之とはパズル懇話会設立のメンバーとしても一緒で交友があった。虫食い算の作者としても知られており、何冊かの本を自家出版している。

## 来歴
東京都立大学 (1949-2011)出身。

## 著作

### 単著
- 富士短期大学科学史研究室 編『教師のための数学史講座』 第1集、富士短期大学出版部、1967年。
- 『数学遊園地　数のもつ不思議さを楽しもう』講談社〈ブルーバックス B-291〉、1976年7月20日。
- 『奇蹟のパズル』ダイヤモンド社、1977年6月。
- 『頭の冒険　発想のショック療法！世界の88問』かんき出版〈Kanki book〉、1978年1月。
- 『スーパーパズルの冒険　数学感覚を鍛えるマジメな91問』かんき出版〈Kanki book〉、1978年7月。
- 『三次元数学パズル　幾何学のセンスで解き明かそう』講談社〈ブルーバックス B-388〉、1979年5月20日。
- 『遊びの百科全書』 9巻、日本ブリタニカ、1980年11月。
- 『パズル百科』講談社〈講談社文庫〉、1985年8月。ISBN 4-06-183571-8。
- 『ザ・パズル100　アイディアのセンスが磨かれる』三修社〈マルチ・ブックス〉、1985年6月。ISBN 4-384-02825-3。
- 『Play puzzle　パズルの百科』 part 3、平凡社、1986年5月。ISBN 4-582-62513-4。
- 『頭のエクササイズ』 2集、永岡書店、1989年7月。ISBN 4-522-01189-X。
- 『おもしろ発想パズル　正統派パズルを気軽に楽しむ本』永岡書店、1992年7月。ISBN 4-522-21188-0。
- 『パズル遊びへの招待　古典的名作から最新の傑作まで古今東西パズルの博物館』PHP研究所、1994年8月。ISBN 4-569-54452-5。

### 共著
- 藤村幸三郎共著『パズルの源流』ダイヤモンド社、1975年。
- 池野信一ほか『数理パズル』中央公論社〈中公新書 427〉、1976年3月25日。
- 大矢真一、高木茂男監修・執筆『数・形』学習研究社〈学研の図鑑 34〉、1977年。
- 矢野健太郎共著『小学生の計算パズル　頭の鍛練』旺文社、1978年12月。
- 高木茂男ほか『パズル四重奏「α」』サイエンス社〈サイエンス叢書 P-1〉、1980年3月。

### 編著
- 『Play puzzle　パズルの百科』平凡社、1982年3月。
- 『Play puzzle　パズルの百科』 part 2、平凡社、1982年11月。

### 翻訳
- H・E・デュードニー『パズルの王様』 第3、藤村幸三郎共訳、ダイヤモンド社、1968年。
  - H・E・デュードニー『パズルの王様』 第3、藤村幸三郎共訳（新版）、ダイヤモンド社、1974年。
- H・E・デュードニー『パズルの王様』 第4、藤村幸三郎共訳、ダイヤモンド社、1968年。
  - H・E・デュードニー『パズルの王様』 第4、藤村幸三郎共訳（新版）、ダイヤモンド社、1974年。
- マーチン・ガードナー『数学ゲーム』 1巻、講談社〈ブルーバックス B-248〉、1974年10月20日。
- マーチン・ガードナー『数学ゲーム』 2巻、講談社〈ブルーバックス B-249〉、1974年11月30日。
- ヨースト・エルファーズ『タングラム　知恵の板』坂根厳夫・高木茂男・野口広監訳、河出書房新社、1976年。
- E・A・アボット『二次元の世界 平面の国の不思議な物語』講談社〈ブルーバックス〉、1977年5月。
- S・エインリ『エインリの数学パズル』培風館、1981年6月。
- フランコ・アゴスチーニ『数学ゲーム』平凡社、1985年5月。ISBN 4-582-61817-0。
- H・E・デュードニー『パズルの王様傑作集』ダイヤモンド社、1986年4月。ISBN 4-478-76027-6。